# Acer kweilinense
Acer kweilinense é uma espécie de árvore do gênero Acer, pertencente à família Aceraceae.